# Acinus

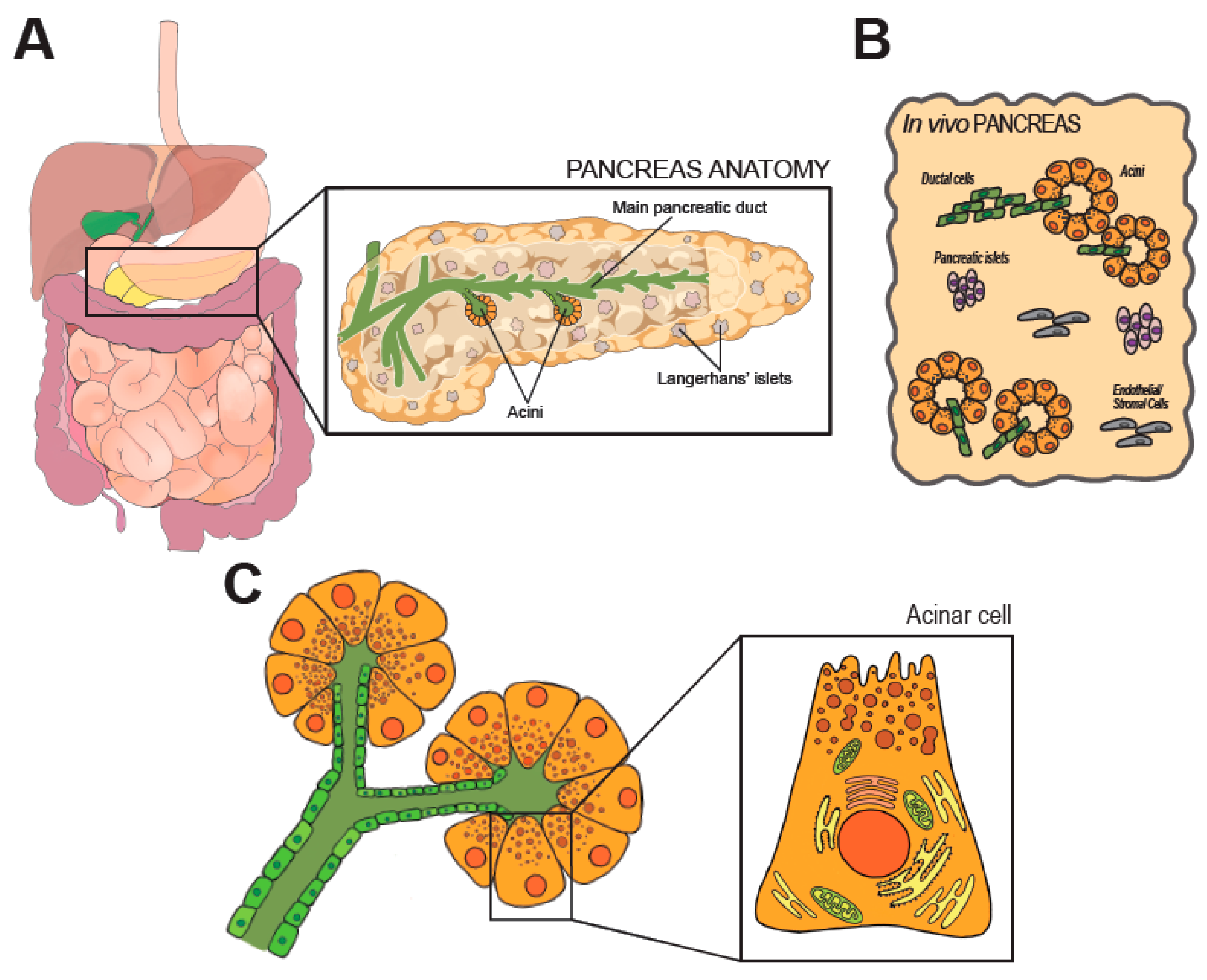
Acini met acinarcel van de alvleesklier

De term acinus (Latijn voor "bes") wordt in de biologie gebruikt voor elke cluster van cellen met een framboos-achtige structuur. Dit zijn in het bijzonder de uiteinden van exocriene klieren, waarvan ook de secretie besachtig van structuur is. De term acinus wordt soms ook gebruikt om dat deel van de longen aan te duiden dat bestaat uit een terminale bronchiolus, alveolaire kanalen en alveolaire zakken die bestaan uit clusters van alveoli waar de gasuitwisseling met het bloed plaatsvindt.

## Exocriene klieren
Acinaire exocriene klieren zijn in veel organen te vinden, waaronder:
- de maag
- de talgklier van de hoofdhuid
- de speekselklieren
- de lever
- de traanklieren
- de melkklieren
- de alvleesklier
- de Cowperse klieren

De schildklierfollikels kunnen ook worden beschouwd als acinair gevormd, maar in dit geval fungeren de follikels, die deel uitmaken van een 'endocriene' klier, eerder als een hormonale afzetting dan als een facilitering van de secretie.

Slijmerige acini kleuren meestal licht, terwijl sereuze acini meestal donker kleuren.